# Sciuravida
Sous-ordre
Sciuravida est un sous-ordre de mammifères rongeurs, presque tous disparus, dont les seuls représentants vivants sont les goundis.

## Liste des familles
- † Ivanantoniidae Shevyreva, 1989
- † Sciuravidae Miller & Gidley, 1918
- † Chapattimyidae Hussain, de Bruijn & Leinders, 1978
- † Cylindrodontidae Miller & Gidley, 1918
- Ctenodactylidae Gervais, 1853 - les goundis